# Heinrich Medau
Heinrich Medau (Alemanha, 1890 - 1974) foi um professor e músico alemão.
Heinrich iniciou seu trabalho em 1920, em Berlim, no qual abriu o Movement College. Viajou para Portugal e posteriormente para os Estados Unidos. Lá, ficou impressionado, como o movimento da bola influenciava os jogadores de basquetebol durante o jogo. Dentro da área da ginástica moderna, Medau trabalhou inspirado nas ideias de fundadores gímnicos, - como Rudolf Bode, aperfeiçoando-as. Sua ideia baseava-se em unir movimento e música. Em 1929, abriu sua própria escola e, passou a explorar suas teorias com uma variedade de ritmos e improvisações no piano. Logo passou a experimentar movimentos com a bola, usando mulheres nos movimentos, incluindo sua esposa, Senta. Por suas características únicas, essa nova prática cresceu rapidamente, sendo trabalhada em escolas da época. No ano seguinte, Medau passou a explorar os movimentos com o arco e maças. Sua escola mudou-se para a cidade de Coburg, em 1952. Quando Heinrich morreu, seu filho Jochen assumiu a escola, posteriormente assumida por um professor de medicina cardíaca. Em 1979, deixa de ser voltada aos esportes, e passa para a fisioterapia, tornando-se famosa no país.
Medau faleceu em 1974, aos 84 anos de idade.